# Soldaten van de Hemel
De Soldaten van de Hemel of het Leger van de Hemel of de Jund al-Samaa (Arabisch: جند السماء) De groep deed op 28 januari 2007, de dag voor de herdenking van Asjoera, een aanval op de voor sjiieten heilige stad Najaf in Zuid-Irak.
De leider van de groep, Dia Abdul-Zahra, claimde de mahdi te zijn, de messias die aan het einde der tijden komt om de gelovigen te redden. De groep bestond naar schatting uit zo'n 1000 personen, waaronder ook vrouwen en kinderen.
De aanval op Najaf was bedoeld om hoge sjiitische geestelijken te doden. Het Iraakse en Amerikaanse leger voorkwam dat de aanval lukte en er werd onderling hevig gevochten. 263 sekteleden werden daarbij gedood. Meer dan 100 sekteleden werden opgepakt. Ook de leider van de groep werd gedood.